# Academia de Música de Bakú
Academia de Música de Bakú (en azerí: Bakı Musiqi Akademiyası) es una academia musical de Azerbaiyán. Se conocía anteriormente como el Conservatorio Estatal de Azerbaiyán en nombre de Uzeyir Hajibeyov. 

## Historia
La Academia de Música de Bakú fue establecida en 1920 por la iniciativa de Uzeyir Hajibeyov. Él tuvo gran papel en la formación de la academia. De 1939 a 1948 Uzeyir Hajibeyov fue el rector de la academia.
Desde 1991 el rector de la academia es Farhad Badalbeyli.
Actualmente la academia se divide en 4 facultades y 19 departamento.

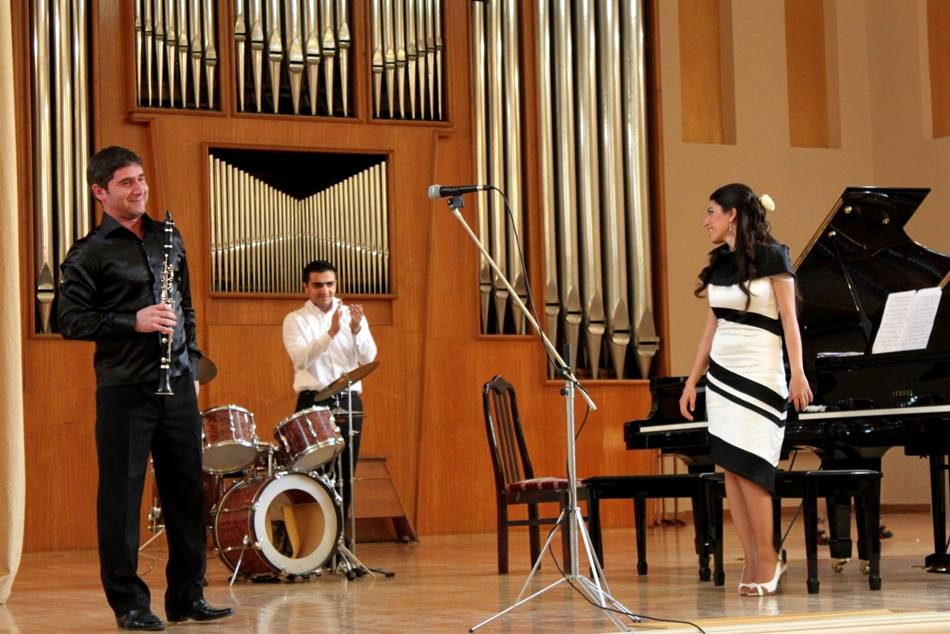
Sala de conciertos de la academia